# Meria (geslacht)
Meria is een geslacht van vliesvleugelige insecten van de familie Thynnidae.

## Soorten
- M. aurantiaca (Guérin-Méneville, 1837)
- M. brevicauda Morawitz, 1890
- M. cylindrica (Fabricius, 1793)
- M. geniculata (Brullé, 1832)
- M. lineata Sichel, 1859
- M. tripunctata (Rossi, 1790)
- M. volvulus (Fabricius, 1798)